# Secteur pavé d'Orchies
Le secteur pavé d'Orchies (ou Pavé du chemin des abattoirs) est un secteur pavé emprunté lors de la course cycliste Paris-Roubaix situé dans la commune d'Orchies avec une difficulté actuellement classée trois étoiles. Il emprunte le chemin des Prières puis le chemin des Abattoirs. Son premier passage remonte à 1980. Il a toujours fait partie du parcours de la course depuis. Il est classé au niveau de difficulté « 3 étoiles » et a une longueur de 1 700 m. L'entrée du secteur est à 40 m d'altitude, la fin à 33 m. Secteur en forme de L, les 1100 premiers mètres sont plats, les 600 derniers mètres en faux plat descendant.

## Caractéristiques
- Longueur : 1 700 m
- Difficulté : 3 étoiles
- Secteur n° 13 (avant l'arrivée)

## Galerie photos

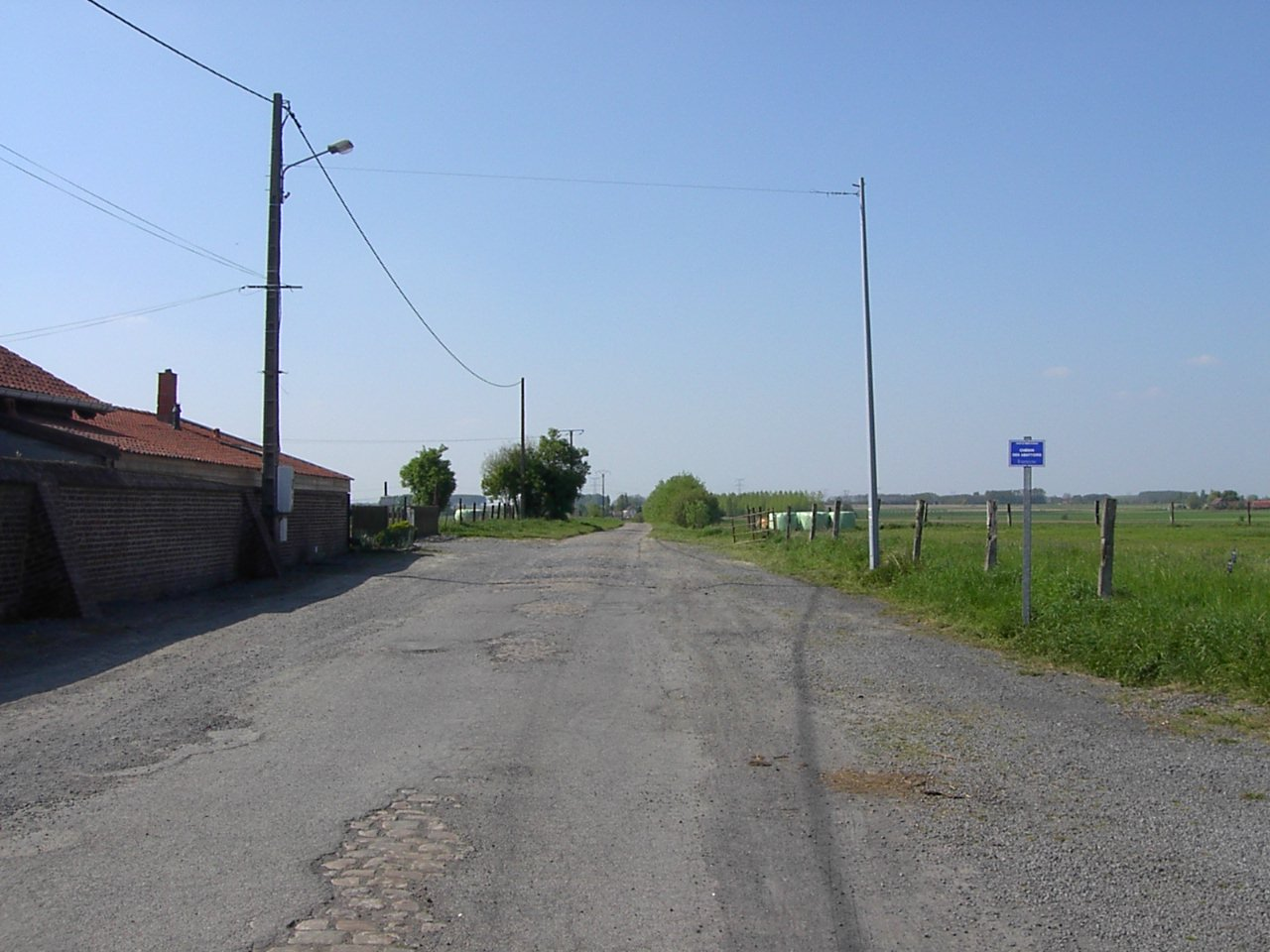
Départ du secteur pavé à hauteur de l'abattoir d'Orchies
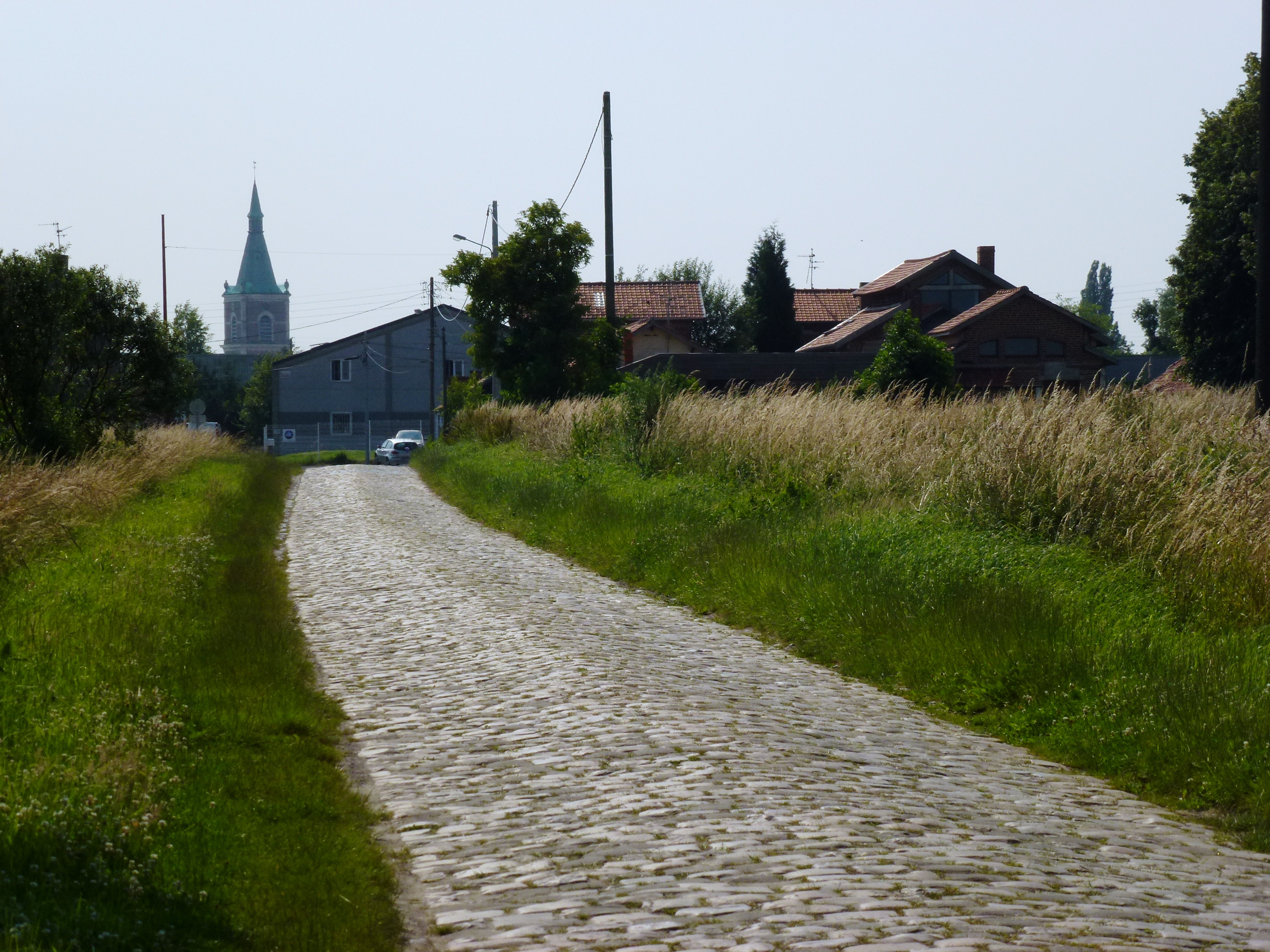
Secteur pavé venant d'Orchies. Au fond l'église d'Orchies, à droite l'abattoir d'Orchies.
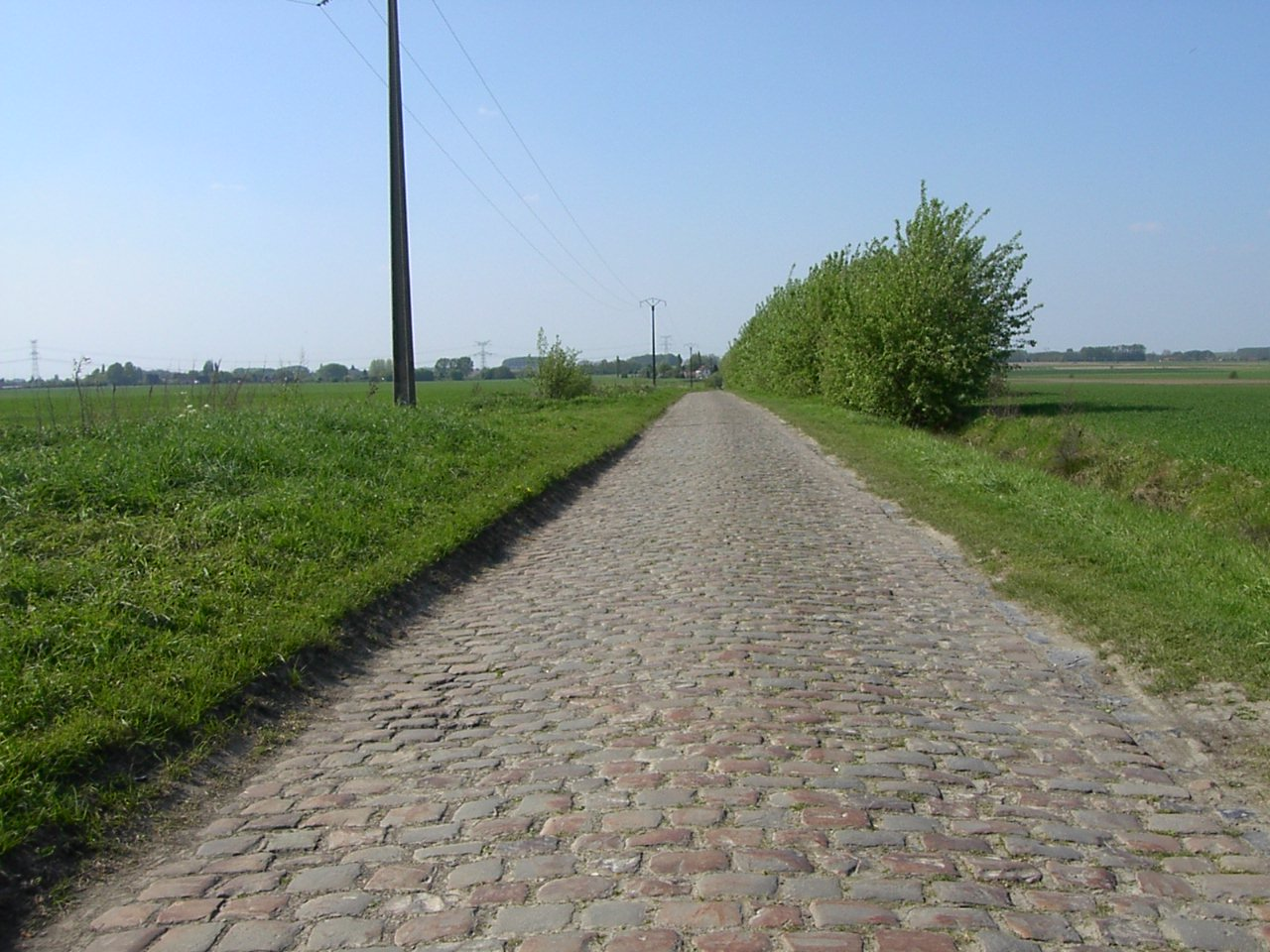
Vue du milieu du secteur
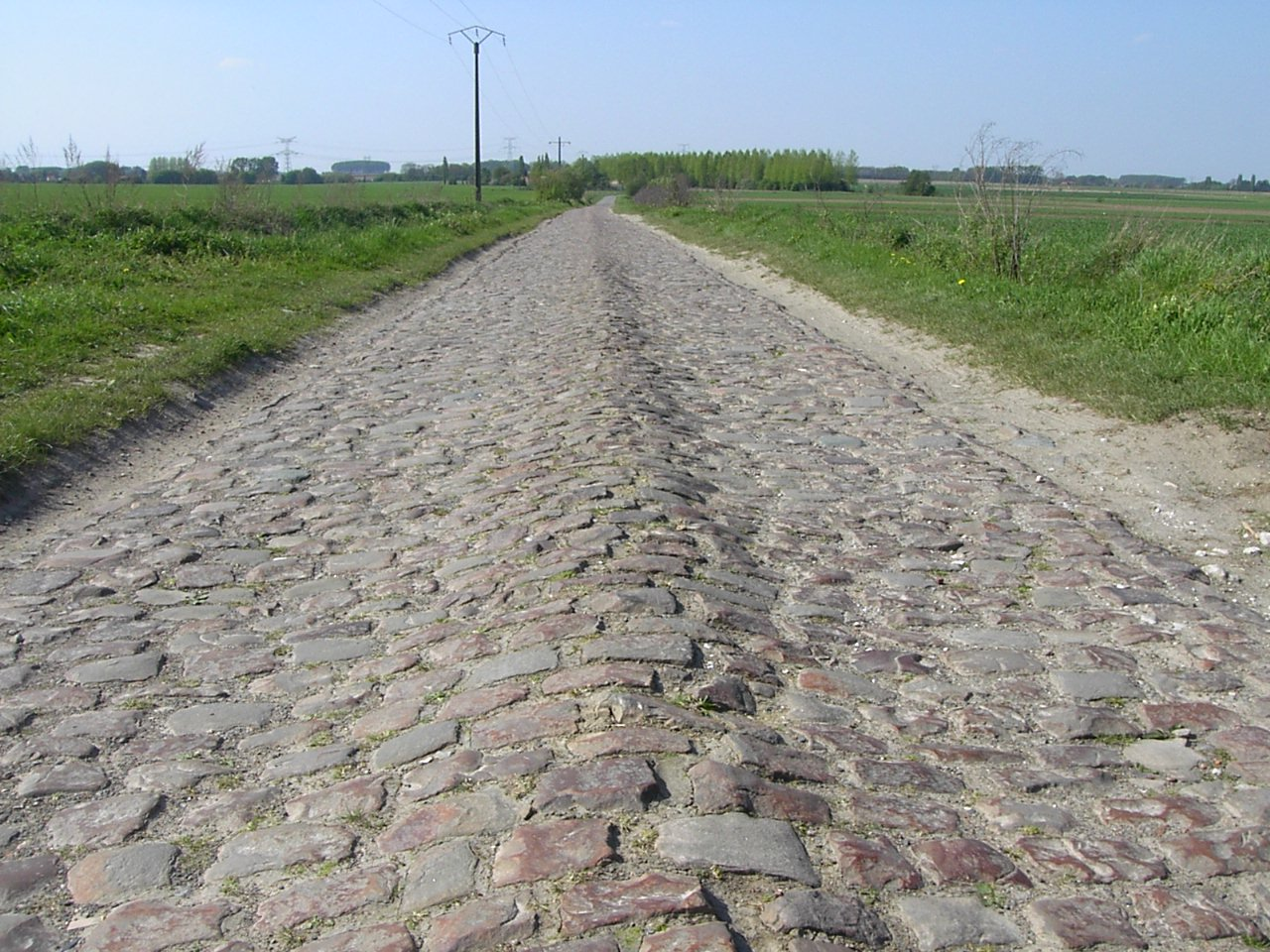
Vue des pavés